# Moresnet
Il Moresnet o Moresnet Neutrale fu un microstato europeo, esteso per circa 3,5 km², che esistette dal 1816 al 1919. Si trovava circa 7 km a sud-ovest di Aquisgrana, immediatamente a sud del Vaalserberg, dove si intersecano i confini di Germania, Belgio e Paesi Bassi. Fu creato in quanto durante il Congresso di Vienna Prussia e Paesi Bassi non erano riusciti a trovare un accordo su chi dovesse amministrare la miniera di zinco che si trovava nella zona, e pertanto ne fecero un territorio neutrale da amministrare in comune. Tra la fine del XIX e l'inizio del XX secolo fu avanzata la proposta di fare del Moresnet il primo stato con l'esperanto come lingua ufficiale, con il nome di Amikejo (luogo d'amicizia).

## Storia

### Creazione

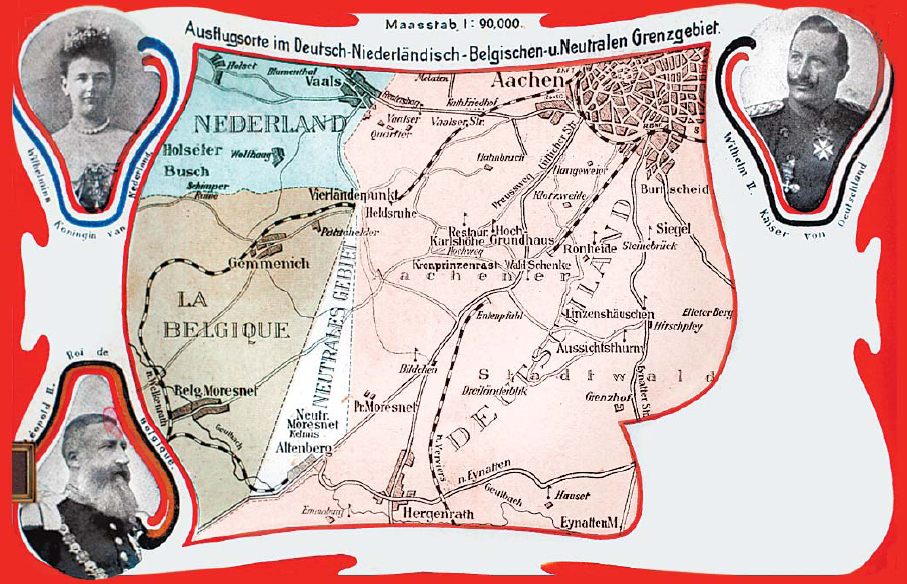
Il Moresnet Neutrale in una cartolina nel 1900

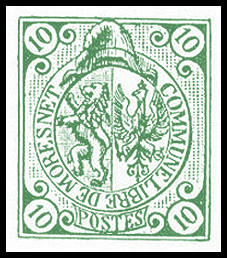
Il finto francobollo pubblicato da Jean-Baptiste Moens il 1º aprile 1867

Durante il Congresso di Vienna del 1815 le mappe europee furono drasticamente modificate, per adeguarle al nuovo equilibrio di poteri nel continente. Uno dei nuovi confini tracciati fu quello tra il Regno Unito dei Paesi Bassi e la Prussia. Per la maggior parte del tracciato, entrambe le nazioni furono d'accordo nel seguire le linee preesistenti, ma la zona di Moresnet fu un problema. Tra i villaggi di Moresnet e Neu-Moresnet si trovava la miniera di zinco di Vieille-Montagne (in francese) o Altenberg (in tedesco). Entrambi gli stati volevano includerla nel loro territorio e nel 1816 fu raggiunto un compromesso: il paese di Moresnet sarebbe diventato olandese, Neu-Moresnet prussiano e il territorio in mezzo ai due, con il villaggio di Kelmis (o La Calamine), sarebbe diventato un'area neutrale ad amministrazione congiunta con il nome di Moresnet Neutrale.
Il territorio aveva una forma grossomodo triangolare, con la base costituita dalla strada che unisce Aquisgrana a Liegi. La miniera è esattamente a nord della strada. I due confini laterali andavano poi a unirsi al Vaalserberg. 
Quando il Belgio divenne indipendente dai Paesi Bassi nel 1831, la terra sul lato olandese passò sotto il controllo belga. Il Vaalserberg, a quel punto, rappresentava il punto di confine tra quattro paesi. I belgi divennero quindi i nuovi co-amministratori del territorio del Moresnet, benché gli olandesi non avessero mai ceduto formalmente il loro controllo sull'area. Dapprima il territorio fu governato da due commissari reali, uno per ognuno dei due vicini, ma successivamente al Moresnet fu concesso un certo grado di autogoverno, espresso da un sindaco – e capo di Stato – nominato dai commissari, e da un consiglio di dieci membri.
La vita nel Moresnet Neutrale ruotava attorno alla miniera di zinco, in quanto principale fonte di reddito e polo d'attrazione per i lavoratori delle zone vicine. La popolazione locale, che contava inizialmente 256 abitanti, crebbe rapidamente ma non superò comunque mai le 3000 unità. Essendo un territorio neutrale, godeva di una serie di privilegi. Tra questi vi erano bassi livelli di tassazione, l'assenza di dazi sulle merci da e per i paesi vicini, e prezzi mediamente inferiori rispetto a quelli delle zone confinanti. La maggior parte dei servizi pubblici – ad esempio la posta – erano condivisi tra Belgio e Prussia (in maniera analoga a quanto oggi avviene per Andorra tra Francia e Spagna).
I cittadini nati nel Moresnet avevano inoltre la facoltà di scegliere sotto quale esercito fare il servizio militare e a quale giurisdizione appartenere. Tuttavia entrambi gli altri stati li consideravano apolidi e fu loro proibito di dotarsi di un esercito proprio.

### Soppressione

Cippo di confine tra Moresnet Neutrale e la Prussia (museo Göhltal a Neu-Moresnet)

Quando la miniera si esaurì – nel 1885 – la sopravvivenza del Moresnet venne messa in forse. Furono avanzate diverse proposte per fare del Moresnet un'entità più autonoma, come quella di aprire un casinò, che non ebbe però grande successo. 

L'iniziativa più interessante fu quella del dr. Wilhelm Molly, un medico tedesco che si era trasferito nel Moresnet nel 1863 e che godeva di una grande stima da parte della popolazione per essere riuscito a fermare un'epidemia di colera, tanto che la compagnia mineraria lo aveva nominato suo medico ufficiale. Molly, appassionato di filatelia ed esperantista, si adoperò per fare del Moresnet il primo stato con l'esperanto come lingua ufficiale; il suo nome avrebbe dovuto essere Amikejo (luogo d'amicizia) e il suo inno nazionale una marcia con il testo in esperanto. La marcia fu presentata ufficialmente durante un'assemblea pubblica nel 1908 e il fatto ebbe grande risalto sui giornali dell'epoca, che parlarono di nascita del primo stato esperantista.
 
Nel 1886 Molly aveva anche proposto di creare un servizio postale autonomo, con emissione di propri francobolli, ma l'iniziativa era stata avversata dal governo locale e i francobolli non furono mai riconosciuti dalle poste tedesche né da quelle belghe. Le immagini di alcuni francobolli, rivelatesi poi un pesce d’aprile per smascherare dei plagiatori, erano state pubblicate da Jean-Baptiste Moens nella sua rivista filatelica Timbre-Poste il 1º aprile 1867.
Il piccolo stato esperantista ebbe però vita breve; né Belgio né Germania rinunciarono alle loro rivendicazioni sul territorio e quest'ultima, a partire dal 1900, per forzare la situazione adottò una politica più aggressiva, arrivando a tagliare le connessioni elettriche e telefoniche, venendo accusata di sabotaggio e di boicottaggio ai danni dell'amministrazione locale. Nel 1914, durante la prima guerra mondiale, la Germania invase il Belgio e annesse il Moresnet nel 1915.
Il trattato di Versailles del 1919 chiuse definitivamente la "temporanea neutralità" del Moresnet, decisa un secolo prima, assegnando il territorio al Belgio. I tedeschi riannessero l'area durante la seconda guerra mondiale, ma questa tornò a essere parte del Belgio, nella Provincia di Liegi, nel 1944.
In seguito all'annessione al Belgio il territorio del Moresnet è diventato l'area del comune di Kelmis/La Calamine, che nel 1975 ha conglobato anche i vicini villaggi di Neu-Moresnet e Hergenrath e rappresenta uno dei nove comuni di lingua tedesca della Vallonia. A Neu-Moresnet si trova il museo Göhltal, che raccoglie fotografie, monete, francobolli e altre testimonianze dell'epoca del Moresnet Neutrale.

## Moresnet neutrale nella letteratura
Nel 2016 il giornalista olandese Philip Dröge ha descritto la storia del Moresnet in un saggio storico tradotto in italiano con il titolo Terra di nessuno.
Nel 2020 la storia del Moresnet neutrale è stata raccontata da Camilla Peruch nel libro La lingua neutrale.